# Самоповређивање
Самоповређивање је намерно понашање које се сматра штетним и односи се на директно повређивање сопственог ткива коже обично без самоубилачке намере. Други изрази, попут сечења и самосакаћења, се користе да означе свако самоповређивање, без обзира на постојање самоубилачке намере. Најчешћи облик самоповређивања је коришћењем оштрог предмета, затим гребање, ударање или спаљивање делова тела. Ранија употреба овог појма је укључивала ометање зарастања рана, чупање косе и уношење токсина, тренутна употреба разликује ово понашање од самоповређивања. Слично, оштећење ткива услед злоупотребе дрога или поремећаја у исхрани не сматра се самоповређивањем јер је обично нежељена нуспојава.
Иако самоповређивање по дефиницији није самоубилачко, оно може бити опасно по живот. Људи који се самоповређују чешће ће извршити самоубиство, а вероватноћа за то је од 40 до 60%.
Жеља за самоповређивањем чест је симптом неких поремећаја личности. Људи са менталним поремећајима такође могу да се самоповређују, укључујући оне са депресијом, анксиозним поремећајима, злоупотребом супстанци, поремећајима у исхрани, посттрауматским стресним поремећајем, шизофренијом, дисоцијативним поремећајима и родном дисфоријом. Самоповређивање се може догодити и код особа које немају основну дијагнозу менталног здравља. Мотиви за самоповређивање су различити. Неки га користе као механизам за суочавање како би привремено олакшали интензивна осећања попут анксиозности, депресије, стреса или осећаја неуспеха. Самоповређивање је често повезано са историјом трауме, укључујући емоционално и сексуално злостављање . Постоји низ различитих метода које се могу користити за лечење самоповређивања и које се концентришу или на лечење основних узрока или на лечење самог понашања. Други приступи укључују технике избегавања, које се фокусирају на задржавање појединца окупираним другим активностима, или замену чина самоповређивања сигурнијим методама које не доводе до трајног оштећења.
Самоповређивање је најчешће у доби од 12 до 24 године. Самоповређивање је чешће код жена него код мушкараца, при чему је овај ризик пет пута већи у старосној групи од 12 до 15 година. Самоповређивање у детињству је релативно ретко, али се стопа повећава од 1980-их. Самоповређивање се може јавити и код старије популације. Ризик од озбиљних повреда и самоубиства већи је код старијих људи који се самоповређују. Такође је познато да животиње у заточеништву, попут птица и мајмуна, знају да се самоповређују.

## Класификација
Самоповређивање, које се такође назива и насиље над собом, несуицидно самоповређивање или самоповређујуће понашање укључује намерно оштећење ткива које се обично изводи без самоубилачке намјере. Најчешћи облик самоповређивања укључује сечење коже оштрим предметом, на пример ножем или бритвицом. Самонаношење рана је специфичан израз који се повезује с војницима за описивање несмртоносних повреда нанесених како би се дошло до раног отпуштања из борбе. Ово се разликује од уобичајене дефиниције самоповређивања, јер се штета наноси са секундарним циљем. Шира дефиниција самоповређивања може укључивати и оне који наносе штету свом телу неправилном исхраном.

## Знаци и симптоми
Осамдесет посто случајева самоповређивања укључује убадање или резање коже оштрим предметом, понекад пробијајући је у потпуности. Међутим, број метода самоповређивања ограничен је само инвентивношћу појединца и њиховом одлучношћу да нанесу себи штету; ово укључује спаљивање, само-тровање, злоупотребу алкохола, само-уграђивање предмета, чупање косе, модрице/ударање по себи, гребање, свесну злоупотребу лекове и облике самоповређивања у вези са анорексијом и булимијом. Места самоповређивања често су подручја тела која се лако скривају од откривања других. Поред дефинисања самоповређивања у смислу чина оштећења тела, можда би било тачније дефинисати самоповређивање у смислу намере и емоционалног стреса са којим особа покушава да се носи. Ни ДСМ-ИВ-ТР ни ИЦД-10 не пружају дијагностичке критеријуме за самоповређивање. Стога се често посматра само као симптом основног поремећаја. Уобичајени знакови да се особа може самоповредити укључују следеће: осигуравају да у близини увек постоје оштри предмети, имају потешкоћа у личним односима, њихово понашање постаје непредвидиво, преиспитују своју вредност и идентитет, дају изјаве које показују немоћ и безнађе.